# Rasmus Guldhammer
Rasmus Guldhammer (Vejle, 9 de març de 1989) és un ciclista danès professional des del 2008 i actualment a l'equip Team Virtu Cycling.

## Palmarès
- 2006
  -  Campió de Dinamarca júnior en contrarellotge per equips
- 2007
  -  Campió de Dinamarca júnior en ruta
  -  Campió de Dinamarca júnior en contrarellotge per equips
  - 1r a l'Internationale 3-Etappen-Rundfahrt i vencedor d'una etapa
- 2009
  -  Campió de Dinamarca sub-23 en ruta
  -  Campió de Dinamarca júnior en contrarellotge per equips
  - 1r a la Lieja-Bastogne-Lieja sub-23
  - Vencedor de 2 etapes del Gran Premi de Portugal
- 2011
  - Vencedor d'una etapa del Triptyque des Monts et Châteaux
- 2014
  - 1r al Hadeland GP
  - Vencedor de 2 etapes del Tour de Loir i Cher
- 2017
  - 1r al Sundvolden GP
  - 1r al Gran Premi Ringerike
  - Vencedor d'una etapa del Circuit de les Ardenes
  - Vencedor d'una etapa a la Kreiz Breizh Elites